# Hideyoshi Akita
Hideyoshi Akita (født 23. juli 1974) er en tidligere japansk fodboldspiller.
Han har spillet for flere forskellige klubber i sin karriere, herunder Nagoya Grampus Eight og FC Gifu.